# Alexander Aronowitsch Winnikow

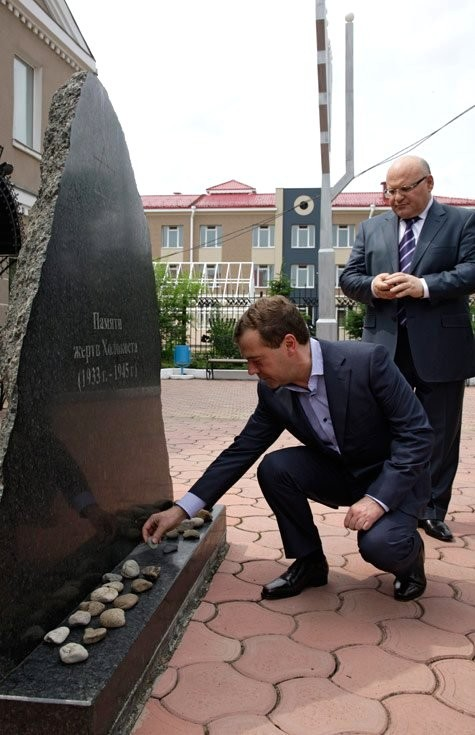
Dmitri Medwedew und Alexander Winnikow an einem Denkmal für die Opfer des Holocausts

Alexander Aronowitsch Winnikow (* 6. Oktober 1955 in Krasny Jar, Rajon Polina Ossipenko, Region Chabarowsk, Russische SFSR, Sowjetunion) ist ein russischer Politiker und war von 2010 bis 2015 Gouverneur der Jüdischen Autonomen Oblast im Fernen Osten Russlands.

## Biographie
Alexander Winnikow entstammt einer jüdischen Familie aus Weißrussland. Seine Eltern kamen 1947 ins Jüdische Autonome Gebiet. Winnikow studierte bis 1977 Russische Sprache und Literatur am Pädagogischen Institut in Chabarowsk. Bald nach dem Studium übernahm er Funktionärsposten in der KPdSU. 1999 wurde er zum Bürgermeister der Hauptstadt des Jüdischen Autonomen Gebiets, Birobidschan gewählt. Am 16. Juni 2010 wurde er per Dekret zum Mitglied des Präsidiums des Staatsrates von Russland. Im Februar 2010 nominierte Russlands Präsident Dmitri Medwedew Winnikow als Gouverneur des Jüdischen Autonomen Gebiets. Nach Ablauf seiner Amtszeit im Februar 2015 wurde er durch Alexander Lewintal ersetzt.

## Sonstiges
Im Zusammenhang mit dem Erwerb von medizinischen Geräten wurde im Oktober 2018 ein Strafverfahren gegen Winnikow wegen des Amtsmissbrauchs eingeleitet. Am 28. September 2021 verurteilte das Bezirksgericht von Birobidschan Winnikow zu einer Freiheitsstrafe von 4 Jahren auf Bewährung. Er darf für die nächsten 3 Jahre keine Ämter bekleiden.